# Грюнкраут
Грюнкраут (нем. Grünkraut) — община в Германии, в земле Баден-Вюртемберг. 
Подчиняется административному округу Тюбинген. Входит в состав района Равенсбург. Подчиняется управлению Гуллен.  Население составляет 3113 человек (на 31 декабря 2010 года). Занимает площадь 17,16 км².